# جنگ ایران و روسیه (۱۷۲۳–۱۷۲۲)
جنگ ایران و روسیه (۱۷۲۳–۱۷۲۲) معروف به «لشکرکشی پتر کبیر به ایران»، نخستین جنگ بین امپراتوری روسیه و ایران در زمان دودمان صفوی بود. این یورش پس از سقوط اصفهان (توسط شورشیان افغان) به‌دلیل تلاش پتر کبیر برای گسترش نفوذ روسیه در مناطق دریای مازندران و قفقاز و بازداشتن رقیبش، امپراتوری عثمانی از دستیابی‌های ارضی در منطقه آغاز شد.
پیروزی امپراتوری روسیه در تصرف مناطق شمالی و شمال غربی منجر به از دست دادن اراضی ایران در قفقاز شمالی، قفقاز جنوبی و شمال ایران کنونی و نیز انضمام شهرهای دربند (جنوب داغستان) و باکو و اراضی نزدیک پیرامون آن‌ها و همچنین ولایات گیلان، شروان، مازندران و گرگان در پی معاهده سنت پترزبورگ (۱۷۲۳) شد. اگرچه ایران ۹ سال بعد این نواحی را در طی جنگ‌های نادرشاه در داغستان از روس‌ها پس گرفت.
جمله معروفی است که ارزیابی بازرگانان روس را از لشکرکشی به ایران نشان می‌دهد: «دروازه‌های آسیا را به روی ما گشود». نظر دیگری نیز وجود دارد که این لشکرکشی را برای تنبیه لزگی‌ها در قفقاز جنوبی می‌داند.

## زمینه‌ها
دیگر رابطه بین صَفویان و پادشاهی تزاری زمانی بود که قزاق‌ها در زمان شاه سلیمان یکم به فرح‌آباد مازندران حمله کردند و قصر جهان‌نما را که از بناهای زیبای دوره شاه عباس بزرگ بود، ویران ساختند و عده‌ای از اهالی را به قتل رساندند و شبه‌جزیره میانکاله را پایگاه حملات بعدی خود قرار دادند. به دستور شاه‌ سلیمان، قشون ایران به این شبه‌جزیره حمله و قزاق‌ها را متواری کرد. پس از این واقعه، شاه صفوی از دربار روسیه تقاضای تنبیه و مجازات قزاق‌ها را نمود. دولت روسیه هم استپان رازین را در سال ۱۶۷۳ دستگیر کرد و در مسکو به دار آویخت و آنگاه سفیری به اصفهان فرستاد تا روابط دو کشور را دوستانه و سوءتفاهم‌ها را رفع کند. همراه این سفیر ایراکلی یکم، نواده تهمورث‌خان گرجی، والی سابق گرجستان نیز به اصفهان آمد و نزد شاه سلیمان رسید. سفیر روسیه تقاضا کرد دولت ایران، طبق تعهد خود در موقع فتح گرجستان مبنی بر اینکه والی آن ایالت همواره از دودمان باگرایتون باشد، با حکمرانی آراکلی‌خان موافقت کند و اجازه دهد آراکلی‌خان پای شاه را ببوسد و به والی‌گری مفتخر شود. شاه سلیمان تقاضای تزار روسیه را پذیرفت و به آراکلی محبت کرد و امارت گرجستان را برای او برقرار نمود. در سال ۱۶۷۵ نیز سفیر دیگری از روسیه به اصفهان آمد و برای جنگ با عثمانی، تقاضای ۲۰ هزار قشون امدادی کرد. این سفیر یک سال در اصفهان ماند و در این خصوص اصرار ورزید؛ ولی دولت ایران حاضر نشد عهدنامه زهاب را زیر پا گذارد و به خاطر روس‌ها با دولت عثمانی وارد جنگ شود. از این تاریخ تا مرگ الکسی یکم و جلوس پتر کبیر در سال ۱۶۸۲، روابط بین دو کشور توأم با سردی بود.
در سال ۱۷۰۱ ایسرائیل آوری، دیپلمات ارمنی به همراه میناس تیگرانیان که شخصیت سیاسی و کلیسایی مؤثری در کلیسای ارمنستان بود به منظور ارائه طرح خود برای آزادسازی ارمنستان با حمایت روسیه، به مسکو نزد پتر کبیر رفت. همچنین آنها نامه‌ای از طرف ملیک‌های ارمنی (ایالات سیونیک و قره‌باغ) به پتر تقدیم کردند که در آن دقیقاً نوشته شده بود:
«هیچ امید دیگری نداریم جز به پادشاهی مرغزار آسمان که جناب اشرف حاکم روی زمین هستید.» پتر وعده داد بعد از پایان جنگ بزرگ شمالی به ارمنی‌ها کمک کند.
در تاریخ ۲۴ مه ۱۷۱۴ شاهزاده بیکوویچ چِرکاسکی در گزارش خود درباره‌ شرایط قفقاز، پتر اول را متقاعد می‌کند که لازم است حاکمان قموقها را به سمت خود جلب کند. او اینطور توضیح می‌دهد:
اگر این قوم با یاری خداوند و ارادهٔ خردمندانهٔ شما در کنار شما باشند، آنگاه قدرت شما می‌تواند در آن سرزمین به بهترین شکل افزایش یابد. از این رو دیگران هم خواهند ترسید؛ چرا که در آن مناطق همه از این قوم کوهپایه‌نشین بی‌اندازه می‌ترسند. اما ایرانی‌ها بیشتر می‌ترسند. آنها از روی ترسِ خود به شاهزاده و شمخالِ قُموق مواجب می‌دهند و اگر در اعمالشان اندیشه کنید شبیه خراج است و خرج بزرگی است که از طرف شاه ایران هرساله به حاکمان قموق داده می‌شود.
بعد از پایان جنگ بزرگ شمالی، پتر اول تصمیم گرفت به سواحل غربی دریای خزر لشکرکشی کند و بعد از تسلط بر دریای خزر مسیر تجاری‌ای را از طریق روسیه از آسیای مرکزی و هندوستان به اروپا ایجاد کند که برای بازرگانان روسی بسیار سودمند بود و درآمدی را برای خزانهٔ امپراتوری روسیه تضمین می‌کرد. مسیر تجاری می‌بایست از خاک هندوستان و ایران بگذرد و از آنجا به دژ روسی در کنار رود کورا و سپس از طریق گرجستان به آستراخان برسد. قرار بود تا کالاها را از آنجا در سراسر امپراتوری روسیه پخش کنند.
پتر اول توجه زیادی به توسعهٔ تجارت و اقتصاد داشت. در سال ۱۷۱۶ او دسته‌ای از نیروهای شاهزاده بیکوویچ چرکاسکی را از طریق دریای خزر به خیوه و بخارا فرستاد. مأموریت این سفر اکتشافی متقاعد کردن خان خیوه به تابعیت از روسیه و امیر بخارا به دوستی با روسیه به منظور کشف مسیرهای تجاری به هندوستان و ذخایر طلا در پایین دست آمودریا بود. با این حال این سفر اکتشافیِ نخست کاملاً شکست خورد، چرا که خان خیوه در ابتدا شاهزاده را متقاعد کرد تا نیروهایش را متفرق کند و سپس خائنانه به دسته‌های جدا شده حمله کرد و آنها را از بین برد.

## تهیه مقدمات
آماده‌سازی سپاهیان روس برای لشکرکشی به ایران در همان زمان جنگ بزرگ شمالی آغاز شد.
در طرح اولیهٔ عملیات، پیاده شدن در ساحل دریای خزر و پیشروی بعدی از راه خشکی به اعماق خاک ایران پیش‌بینی شده بود. در آنجا قرار بود نیروهای روسی با ارمنی‌ها و گرجی‌ها (حدود ۴۰ هزار نفر) متحد شوند و برای کمک به این دو گروه در نبردشان برای رهایی از سلطهٔ ایران و عثمانی ملحق شوند. در سال های ۱۷۱۴ تا ۱۷۱۵ آلکساندر بیکوویچ چرکاسکی شرحی از سواحل شمالی و شرقی دریای خزر تهیه کرد. در سال ۱۷۱۸ آلکساندر ایوانوویچ کوژین و واسیلی آلکسیوویچ اورسوف هم شرحی از ساحل شرقی خزر تهیه کردند. در سالهای ۱۷۱۹ تا ۱۷۲۰ کارل پتروویچ وِردین و فیودور ایوانوویچ سایمونوف شرحی از سواحل غربی و جنوبی دریای خزر تهیه کردند. در نتیجه این سفر اکتشافی نقشه‌ای جامع از کل دریای خزر تهیه شد.
پتر اول تصمیم داشت از آستراخان لشکرکشی کند، از طریق سواحل خزر دربند و باکو را تصرف کند، تا رود کورا پیش برود و در آنجا قلعه‌ای بسازد سپس تا تفلیس برود و به گرجی‌ها در جنگ با امپراتوری عثمانی کمک کند و از آنجا به روسیه بازگردد.
در صورت وقوع جنگ، هم با واختانگ ششم، شاهِ کارتْلی (گرجستان شرقی) و هم با اسدوادزادور یکم، اسقف ارمنی ارتباط برقرار می‌شد. کازان و آستراخان نیز به مراکز سازماندهی لشکرکشی به ایران تبدیل شدند.
برای لشکرکشیِ پیش رو از ۸۰ گروهان نیروهای پیاده، ۲۰ گردان مجزا شامل ۲۲ هزار نفر و ۱۹۶ قبضه توپ تشکیل شد. همچنین در راه آستراخان پتر از کمک آیوکا، خان قالمیق‌ها نیز بهره‌مند شد و دسته‌هایی از سواره‌نظام قالمیق به تعداد ۷ هزار نفر هم در لشکرکشی شرکت کردند.
۱۵ ژوئن ۱۷۲۲ امپراتور روسیه به آستراخان رسید. او تصمیم گرفت ۲۲ هزار نفر از نیروها از طریق دریا منتقل شوند و ۷ هنگ دراگون شامل ۹ هزار نفر تحت فرمان سرلشکر کروپاتاف به صورت زمینی از ولگوگراد اعزام شوند. همچنین کازاک‌های دن و زاپوریژیا هم از راه خشکی راهی شدند. علاوه بر این ۳۰۰۰۰ تاتارها نیز استخدام شدند.
طبق دستور پتر اول و با دخالت مستقیم او در فرماندهی کل نیروی دریایی در کازان نزدیک به ۲۰۰ کشتی ترابری ساخته شد و ۶ هزار ملوان برای آنها در نظر گرفته شد.
۱۵ ژوئن ۱۷۲۲ پتر در بیانیه‌ای خطاب به مردم قفقاز و ایران اظهار داشت:
«افراد مطیع شاه – یعنی داوود بیک، حاکم لزگی و سُرخای، حاکم غازی‌قموق – علیه سرور خود شورش کرده‌اند، با حمله به شهر شماخی آن را تصرف کرده و حمله‌ای غارت گرانه‌ای علیه بازرگانان روس انجام داده‌اند. با توجه به امتناع داوود بیک از پرداخت غرامت، ما ناچار هستیم سپاهی را علیه شورشیان یاد شده و راهزنان شیطان صفت راهی کنیم.»
نگارش بیانیه را شاهزاده دیمیتری کانتیمر انجام داد؛ شخصی که مسئول دفتر لشکر بود. تسلط بر زبان‌های شرقی این اجازه را به کانتیمر می‌داد تا نقش برجسته‌ای را در این لشکرکشی ایفا کند. او حروف چاپی عربی را ساخت، چاپخانه‌ای مخصوص راه‌اندازی کرد و بیانیهٔ پتر را که خود آن را ترجمه کرده بود به زبان‌های تاتاری، ترکی و فارسی چاپ کرد.

## عملیات نظامی

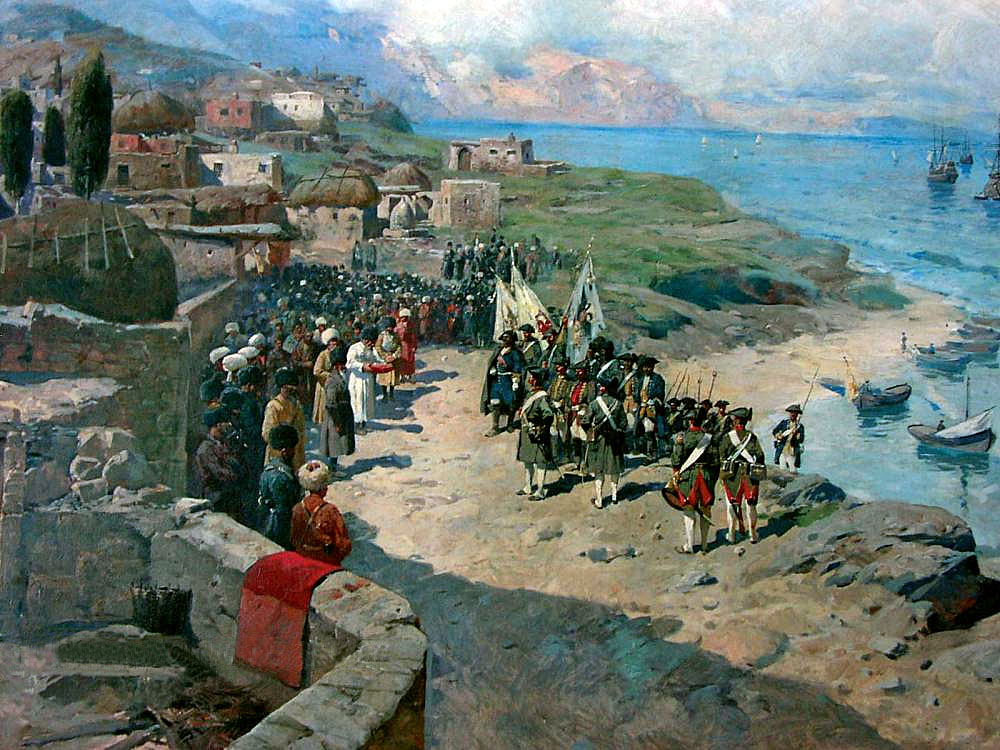
روباود، پتر اول در تارکی، پایتخت تارکی شمخالات

### نبرد ۱۷۲۲
۲۷ ژوئن ۱۷۲۲ ناوگروه پتر به مقصد رسید و پتر اولین کسی بود که وارد ساحل شد.
در ژوئیه ۱۷۲۲ سپاهیان روس که به سمت جنوب حرکت می‌کردند درخواست‌هایی مبنی بر دریافت تابعیت از طرف حاکمان اطراف داغستان دریافت کردند اما پتر منتظر سفیران حاکم‌نشین اِندیرِی نماند. برای مجازات، پتر سپاهی (۲۰۰۰ سواره نظام و ۴۰۰ کازاک) را تحت فرمان سرتیپ ویتیرانی به اندیری فرستاد.
ویتیرانی می‌بایست روستای آندریوسکی (روستای اِندیری) را اشغال کرده و از پیاده‌سازی نیروها در خلیج شبه‌جزیره آگراخان اطمینان حاصل می‌کرد. اِلمورزا چِرکاسکی و اَسلام بیک کامی‌یوتاف، حاکمان کاباردیای بزرگ و کاباردیای کوچک هم به او ملحق شدند. ۲۳ ژوئیه در حوالی روستای اندیری آیدیمیر باردیخانوف و موسال چاپالف با ۵ تا ۶ هزار قموقی و چچن حملهٔ غافلگیرانه‌ای به روس‌ها انجام دادند. سواره نظام ویتیرانی متحمل تلفات سنگینی شد و شروع به عقب‌نشینی کرد. سپس سرهنگ نااوماف با سپاه بزرگی به اندیری فرستاده شد که آن را به آتش کشید. بعدها پتر، یک لشکر تنبیهی علیه چچن‌ها فرستاد که بیشتر از قالمیق‌ها تشکیل شده بود.
۱۲ اوت پتر پس از جمع‌آوری سپاه خود همراه با ملکه به صورت رسمی وارد تارکی پایتخت شمخالات غازی قمق شد. پس از ۳ روز او به اردوگاه خود در ساحل دریای خزر بازگشت. او پس از عبادت در کلیسای صحرایی «هنگ پری‌آبریژینسکی» در کنار همراهان خود تپّه‌ای از سنگ ساخت. این اتفاق در محل شهرِ کنونی مخاچ‌قلعه رخ داد؛ شهری که نام اولیهٔ خود یعنی پورت پتروفسک را به افتخار اینکه تزار زمانی در اینجا حضور داشته گرفته‌است. روز بعد پتر کبیر در رأس سپاه خود راهی دربند شد و ناوگان دریایی هم با آذوقه و سلاح ذخیره پشت سر او راهی شدند.
۵ اوت سپاه روسیه حرکت خود به سمت دربند را ادامه داد. ۶ اوت در رود سولاک، مورزا چرکاسکی و اسلان بیک با جوخه‌های کاباردیایی خود به سپاه ملحق شدند. ۸ اوت از رود سولاک عبور کردند. ۱۵ اوت سپاهیان به شهر تارکی محل اقامت شمخال رسیدند. ۱۹ اوت نبردی میان سپاهیان روس و سپاه ۱۰هزار نفری محمود، سلطانِ اوتامیش و جوخهٔ ۶ هزار نفری احمد خان، اوسمیِ قِیتاق درگرفت که با پیروزی روسیه خاتمه یافت.
عادل گیرِی، شمخالِ تارکی که قبل از رسیدن سپاه روس دربند و باکو را در اختیار گرفت متحد پتر شد. ۲۳ اوت سپاهیان روس وارد دربند شدند. دربند از نظر استراتژیکی شهر مهمی بود چرا که مسیر ساحلی‌ای را در امتداد دریای خزر دربر می‌گرفت. ۲۸ اوت تمامی قوای روسیه از جمله ناوگان دریای در شهر متمرکز شدند. طوفان شدیدی که تمامی کشتی‌های آذوقه را غرق کرد مانع از پیشروی بیشتر به سمت جنوب شد. پتر تصمیم گرفت اردوگاه شهر را ترک کند و همراه با نیروهای اصلی به آستراخان بازگشت؛ جایی که مقدمات را برای نبرد ۱۷۲۳ شروع کرد. این آخرین لشکرکشی نظامی‌ای بود که او در آن مستقیماً شرکت می‌کرد.
در ماه سپتامبر واختانگ ششم راهی قره‌باغ شد. او در آنجا عملیات نظامی‌ای را علیه شورشیان داغستانی رهبری کرد. پس از اشغال گنجه سپاهیان ارمنی که در رأس آنها اسقف عیسی حسن جلالیان قرار داشت به گرجی‌ها پیوستند. اطراف گنجه سپاه ارمنی-گرجی دو ماه را در انتظار پتر گذراند. با این حال واختانگ و عیسی پس از اطلاع از خروج سپاه روسیه از قفقاز به ممالک خود بازگشتند.
در ماه نوامبر نیروهایی از ۵ گروهان به فرماندهی سرهنگ شیپوف برای اشغال شهر رشت در استان گیلان ایران پیاده شدند. بعدها در ماه مه حاکم رشتی با ۱۵ هزار نفر قیامی را ترتیب داد و سعی کرد جوخهٔ شیپوف که رشت را اشغال کرده بود خارج کند. تمامی حملات ایرانی‌ها دفع شد.

### نبرد ۱۷۲۳
در زمان دومین لشکرکشی به ایران یک گروه بسیار کوچک‌تر تحت فرمان ماتیوشکین به ایران فرستاده شد. پتر اول، اقدامات ماتیوشکین را تنها از خاک امپراتوری روسیه هدایت می‌کرد.
در این لشکرکشی ۱۵ کشتی، توپخانهٔ صحرایی و قلعه کوب و نیز پیاده‌نظام شرکت کردند. ۲۰ ژوئن جوخه عازم جنوب شد و پشت سر آن ناوگان کشتی‌ها از کازان راهی شدند. ۶ ژوئیه نیروهای زمینی به باکو نزدیک شدند. محاصره شدگان پیشنهاد ماتیوشکین برای تسلیم کردن شهر را نپذیرفتند. ۲۱ ژوئیه روس‌ها با ۴ گردان و دو توپ صحرایی حمله ناگهانی محاصره شدگان را دفع کردند. در همین زمان ۷ کشتی در کنار دیوار شهر لنگر انداخته و شدیداًً شروع به شلیک به آن کردند. در نتیجه توپخانه قلعه از بین رفت و بخشی از دیوار هم تخریب شد. ۲۵ ژوئیه حمله‌ای از سمت دریا از طریق شکاف‌های ایجاد شده در دیوار برنامه‌ریزی شده بود اما باد شدیدی برخاست که کشتی‌های روسیه را از ساحل دور کرد. محاصره شدگان موفق شدند با پر کردن شکاف‌های دیوار از این فرصت استفاده کنند. با این حال ۲۶ ژوئیه شهر بدون جنگ تسلیم شد.

## نتیجه
بهار ۱۷۲۳ امپراتوری عثمانی به امپراتوری صفوی حمله کرد. شاه تهماسب دوم بعد از مطلع شدن از این موضوع اسماعیل بیگ سفیر را برای انعقاد پیمان اتحاد به سن پترزبورگ فرستاد که مطابق با آن پتر اول قول داد تا در بیرون راندن افغان‌ها از کشور کمک کند.
مطابق با پیمان سن پترزبورگ (۱۷۲۳) ایران حاکمیت روسیه بر دربند و باکو را به رسمیت شناخت و گیلان، مازندران و استرآباد را تسلیم کرد. بدین ترتیب تمامی سواحل غربی و جنوبی دریای خزر از آن روسیه شد. تسلط بر سرزمین‌های ملحق شده را سپاه نیزاووی تضمین می‌کرد.
انتقال حاکمیت استان‌های ایرانی کنار دریای خزر به روسیه، روابط روسیه با عثمانی را تیره کرد. امپراتوری عثمانی از وضعیت بی‌ثبات شاه تهماسب دوم استفاده و در اواخر سال ۱۷۲۳ و اوایل سال ۱۷۲۴ به گرجستان شرقی و ارمنستان شرقی حمله کرد و شروع به تهدید روسیه با جنگ نمود. روابط روسیه و عثمانی با پیمان استانبول (۱۷۲۴) حل و فصل شد. طبق این معاهده عثمانی مناطق شرقی گرجستان و ارمنستان، خانات تبریز، قزوین و شماخی را که اشغال کرده بود حفظ کرد. روسیه نیز شهرها و استان‌هایی را که طبق معاهدهٔ پترزبورگ به‌دست آورده بود نگاه داشت.

## موضع کشورهای خارجی
پتر کبیر توجه زیادی به سیاست خارجی روسیه داشت. لشکرکشی به ایران توسط امپراتور روسیه پس از پیروزی در جنگ بزرگ شمالی به عنوان یک عملیات نظامی به منظور تسلط و دستیابی به دریاها تلقی می‌شد. با اجرای برنامه‌های توسعه و دسترسی به دریای خزر در جنگ با ایران، امپراتوری روسیه می‌توانست با کشورهای غرب اروپا تجارت کند. بدین منظور می‌بایست کالاها را از شرق و از طریق رودی که ظاهراً از دریای خزر نشات می‌گرفت و به هندوستان می‌رسید منتقل کرده و آنها را به قیمتی بالاتر در اروپا به فروش رساند.
فرانسه از طرح‌های پتر کبیر در رابطه با ایران حمایت می‌کرد. دولت فرانسه نمی‌خواست عثمانی‌ها جنگی را علیه روسیه آغاز کنند. به نفع فرانسوی‌ها بود که آنها را به عنوان متحدی در حل مشکلات اتریش ببینند. در مذاکرات قسطنطنیه فرانسه نقطه نظر خود را در این باره اینگونه بیان کرد: «سفیر فرانسه سخنان زیر را اظهار داشت: شاه روسیه برای حفظ دوستی ابدی که مصوب باب عالی است سلاح خود را بر زمین گذاشت … وزرای عثمانی هم در این باره گفتند که برای مدتی طولانی از طرف باب عالی فرامینی برای لزگی‌ها ارسال شده تا آنها هیچ گونه دردسری را برای مکان‌های یاد شدهٔ روسیه ایجاد نکنند.»
پتر کبیر شروع به مذاکره با هلندی‌ها کرد. قرار شد تا بازرگانان هلندی که تجارتی جهانی را اداره می‌کردند با خرید کالاهای شرقی از روسیه موافقت کنند. حتی نامه‌ای با پیشنهادی در رابطه با تجارت ابریشم برای آنها ارسال شد.
«به هلندی‌ها تجارت ابریشمشان اعلام شود تا آن را شروع کنند.»
در قرن هجدهم کالاهای کشورهای شرقی تقاضای زیادی در اروپا داشت. برای مثال: کشمش و زعفران ارزش زیادی در لهستان داشت.
«تزارِ تیزبین، همانند تاجری با تجربه متوجه شد که نجیب‌زادگان لهستانی نمی‌توانند با نبود این ادویه‌ها بر سر میز کنار بیایند.» پتر کبیر قصد داشت در آینده این محصولات را در آنجا به فروش برساند. همچنین روابط با لهستان در طول جنگ شمالی تا حدودی بهبود یافت.
در سال ۱۷۲۱ بریتانیا از به رسمیت شناختن امپراتوری روسیه امتناع کرد. بریتانیا دیدگاه منفی‌ای نسبت به لشکرکشی به ایران داشت و آن را نه به عنوان کمک روس‌ها به ایرانی‌ها در جنگ با شورشیان لزگی، بلکه به عنوان اشغال عمدی سرزمین‌های اطراف دریا خزر می‌دانست. پتر کبیر بریتانیا را به عنوان مهم‌ترین رقیب خود در تجارت می‌دانست. «پتر کاری با تجارت انگلستان نداشت … او تصمیم گرفت به واردات بریتانیا ضربه بزند.» انگلیسی‌ها در محافل قسطنطنیه گفتند که روس‌ها در حقیقت درحال جمع‌آوری سپاه بزرگی برای تصرف ایروان، شروان و گرجستان هستند. پتر کبیر بلافاصله نامه‌ای به ایوان ایواناویچ نیپلویف نوشت و او به باب عالی اطمینان داد که آنها هیچگاه قصد تصرف ایران را نداشتند. «ما برای حفظ امنیت مرزهای خود باید برخی از استان‌ها را در اختیار داشته باشیم.»
دانمارک سیاست دوگانه‌ای در قبال روسیه و بریتانیا داشت. دولت دانمارک می‌خواست تجارتی با روس‌ها آغاز کند اما در ادامه پادشاه دانمارک از حمایت انگلیسی‌ها برخوردار شد و مخالفت کرد. دانمارک و همچنین سوئد نمی‌خواستند که بازرگانان روس از طریق دریای بالتیک به دریا دسترسی داشته باشند و تجارت خود را در آنجا با کالاهای شرقیِ هندی اداره کنند.
عثمانی می‌خواست به دریای خزر دسترسی پیدا کند تا اجازه ندهد بازرگانان روس به تجارت با کشورهای شرقی بپردازند و همچنین کالاهای شرقی‌ای که خریده‌اند را در اروپا به فروش برسانند. ترک‌ها به شورشی‌های ایران کمک می‌کردند تا عصیان کنند. شورشی‌ها از این امر استقبال کردند و از عثمانی خواستند تا آنها را تحت حمایت خود قرار دهد. «داوود بیکِ شورشی فرستاده‌ای به سلطان عثمانی فرستاد تا او را تحت حمایت خود بگیرد.»
در خانات کریمه دولت آشکارا خواهان جنگ با روسیه شد. «تمامی مسلمانان را از خانه‌هایشان بیرون کنید و به آنها دستور بدهید تا سخت با شورشیان بجنگند.» این اتفاق به این دلیل رخ داد که خان‌ها که دست نشانده ترکان بودند متوجه شدند که پتر کبیر در زمان سلطنت خود کشور را تقویت کرده‌است و اکنون روسیه می‌تواند آنها را تهدید کند.
روابط اقتصادی با هیچ کشوری برقرار نشد. این امر به این دلیل بود که رودخانه‌ای از ایران تا هند وجود نداشت. انجام تجارت سریع بین اروپا و شرق غیرممکن بود.